# Sun King
"Sun King" là ca khúc được sáng tác bởi John Lennon, song được ghi cho Lennon–McCartney, và được trình bày bởi The Beatles trong album của họ năm 1969, Abbey Road. Đây là ca khúc thứ 2 trong medley nổi tiếng nằm ở mặt B của album trên.

## Thành phần tham gia sản xuất
- John Lennon – hát chính, hát bè và hát nền, guitar, maracas.
- Paul McCartney – hát bè và hát nền, bass, băng thâu.
- George Harrison – hát bè và hát nền, guitar lead.
- Ringo Starr – trống, bongos, sắc-xô.
- George Martin – Lowrey organ.